# اسوالد وبلن
اُسوالد وِبلِن (به انگلیسی: Oswald Veblen؛ ‎ ۲۴ ژوئن ۱۸۸۰ – ۱۰ اوت ۱۹۶۰) یک دانشمند در زمینهٔ هندسه اهل ایالات متحدهٔ آمریکا بود.